# 13 Piscis Austrini
13 Piscis Austrini är en misstänkt variabel i Södra fiskens stjärnbild.
Stjärnan varierar mellan fotografisk magnitud +6,54 och 6,59 utan någon fastställd periodicitet. 13 Piscis Austrini befinner sig på ett avstånd av ungefär 2075 ljusår.